# Assurance militaire suisse
En Suisse, l'assurance militaire est l'assurance qui couvre les atteintes à la santé (accidents et maladies physiques ou psychiques) du personnel militaire (appelé ou professionnel) et assimilé, soit notamment, de la protection civile, du service civil et, dans le cadre du maintien de la sécurité et de la paix, du personnel du Corps suisse d'aide humanitaire, des actions de maintien de la paix et des bons offices de la Confédération.
Le gain annuel maximum assuré pris en compte pour le calcul de l'indemnité journalière et pour le calcul de la rente d'invalidité est, en 2018, de 152'276 frs.

## Cinq principes fondant la responsabilité de l'assurance militaire suisse

### Principe de contemporanéité atténuée
L'assurance militaire couvre les conséquences des accidents et maladies physiques et psychiques survenus pendant une période de service assurée, pour autant que l'atteinte à la santé ait été annoncée (à un médecin militaire ou à défaut à un supérieur). Si celle-ci n'a pas été annoncée sans que cela ne puisse être reproché à l'assuré, il suffit alors qu'elle ait été constatée de toute autre façon pendant le service (par exemple, par le témoignage d'un camarade). Un diagnostic médical ne doit pas nécessairement avoir été posé, le principe étant "un symptôme seul suffit". Si l'atteinte à la santé n'a pas été annoncée sans raison plausible et admissible, la responsabilité de l'assurance militaire se détermine selon le principe de causalité (infra 4). Ces preuves doivent être rapportées au degré de vraisemblance prépondérante près.
Pour se dégager de sa responsabilité telle qu'elle ressort du principe de contemporanéité atténuée qui vient d'être rappelé, l'assurance militaire doit rapporter la preuve certaine de la préexistence au service de l'atteinte à la santé.
Elle peut aussi rapporter l'inexistence certaine d'un rapport de causalité entre les influences subies pendant le service et l'atteinte à la santé (les influences subies pendant les congés étant des influences subies pendant le service sauf en cas de couverture par l'assurance-accidents sociale (LAA) dans le cadre d'une activité rémunérée).
Si l'assurance militaire rapporte l'une de ces preuves elle doit encore, afin d'être exonéré de toute responsabilité, rapporter la preuve certaine que l'affection n'a ni été aggravée ni accélérée dans son cours par le service. En pareil cas, il lui incombe de rapporter avec certitude la preuve de l'étendue du dommage dont elle se prétend exonérée.

### Cas où le soldat est retenu à tort lors de son entrée au service
Lorsqu'une affection antérieure au service est constatée à la visite sanitaire d’entrée, que l’assuré est retenu au service et que se produit une aggravation de l’affection, l’assurance militaire répond entièrement de l’affection annoncée pendant une année dès le licenciement du service. Ensuite, la responsabilité de l’assurance militaire est régie par les dispositions concernant les affections constatées pendant le service (contemporanéité atténuée).

### Conséquences néfastes d'une mesure médicale à la charge de l'assurance militaire
L'assurance militaire supporte les conséquences néfastes des mesures médicales relatives à un cas assuré ainsi que celles résultant d'une mesure d'instruction.

### Principe de causalité
Si un autre chef de responsabilité ne peut être retenu, l'assurance militaire répond seulement s'il est établi au degré de vraisemblance prépondérante près que l'affection a été causée ou aggravée pendant le service.

### Suites et séquelles tardives
S'il est établi au degré de vraisemblance prépondérante près qu'une affection est une séquelle tardive ou une rechute d'une affection assurée, la responsabilité de l'assurance militaire est engagée, quand bien même l'affection originaire n'aurait pas donné lieu à l'intervention de l'assurance militaire.

## Prestations de l'assurance militaire
(octobre 2007).
Les prestations de l’assurance militaire sont:
- Le traitement médical, lequel est prodigué par la médecine civile, mais auquel la loi attache une grande importance dès lors qu'elle prévoit que l'assurance militaire y pourvoit;
- Les soins dentaires[LAM 2] (de manière très limitée);
- La prise en charge des frais de voyage de l'assuré et de ceux afférents à son sauvetage ainsi que de manière très limitée les frais de transport des proches;
- Les indemnités supplémentaires pour les soins à domicile ou les cures et allocation pour impotent;
- La remise de moyens auxiliaires;
- Les indemnités journalières pour perte de gain (80 % de la perte, sous condition de plafond) ou en certains cas (étudiants) un montant forfaitaire, l'assurance militaire prenant à sa charge les cotisations sociales paritaires;
- Les indemnités pour le retard dans la formation professionnelle;
- Les indemnités pour indépendants (i.e. les travailleurs non salariés);
- Les prestations de réadaptation en vue d'augmenter ou de préserver la capacité de gain ou l'intégration sociale;
- L’aide sociale ultérieure;
- Les rentes d’invalidité, qui sont fixées à 80 % de la perte de gain, les cotisations d'assurances sociales étant intégralement à la charge de l'assuré;
- La rente de vieillesse pour assurés invalides;
- Les rentes pour atteinte à l’intégrité (versée à l'assuré);
- Les rentes de survivants;
- Les rentes du conjoint et des orphelins en cas de prestations de prévoyance insuffisantes;
- La prise en charge dans une mesure limitée de dommages matériels;
- L’indemnité en capital;
- L’indemnité à titre de réparation morale (de manière limitée aux proches);
- L’indemnité funéraire;
- Les indemnités pour frais de formation professionnelle;
- La prévention des affections;
- L’examen médical et les mesures médicales préventives.

Un aperçu des prestations, selon l'administration, figurent à l'adresse : http://www.suva.ch/fr/mv_versicherungsleistungen.pdf

## Procédure administrative et judiciaire
La procédure d'octroi (ou de refus) de prestations à un assuré militaire comporte quatre phases, l'annonce à un médecin puis nécessairement une procédure administrative qui se clôt par une décision. En cas de contestation élevée par l'assuré, ou une autre personne autorisée, se déroule une phase judiciaire par devant une autorité judiciaire cantonale. Enfin, à l'instigation de l'assuré, de l'administration ou d'un tiers autorisé, le jugement cantonal peut être porté devant le Tribunal fédéral des assurances.
1 : Procédure d'annonce
En premier lieu, il incombe à l'assuré militaire d'annoncer (en termes profanes) l'atteinte à la santé dont il est victime à un médecin, à un dentiste ou à un chiropraticien.
En en second temps, le médecin, le dentiste ou le chiropraticien consulté est tenu d’annoncer immédiatement le cas à l’assurance militaire lorsqu’il se pourrait que la responsabilité de l'assurance militaire soit engagée, ce quand bien même l'assuré militaire n'aurait pas conscience d'une telle possibilité. Le praticien concerné doit aussi annoncer le cas lorsque le patient ou ses proches le demandent, quelle que soit son opinion.  Le médecin, le dentiste ou le chiropraticien ne peuvent en aucun cas opposer le secret professionnel et répondent des conséquences d’un manquement à l’obligation légale d’annoncer le cas.
Pour ce faire le médecin utilisera soit le formulaire d'annonce après le service : https://wwwsapp1.suva.ch/sap/public/bc/its/mimes/zwaswo/99/pdf/04506_d.pdf
Soit le formulaire d'annonce pendant le service : https://wwwsapp1.suva.ch/sap/public/bc/its/mimes/zwaswo/99/pdf/04513_d.pdf
2 : Procédure administrative
3 : Procédure judiciaire cantonale
4 : Procédure judiciaire fédérale

## Principaux problèmes quant à sa mauvaise application en pratique
Le médecin, le dentiste ou le chiropraticien consulté est tenu d’annoncer immédiatement le cas à l’assurance militaire lorsqu’il peut y avoir une relation entre l’affection et le service accompli. Il doit en particulier annoncer le cas lorsque le patient ou ses proches le demandent. Le médecin, le dentiste ou le chiropraticien répond des conséquences d’une contravention à l’obligation d’annoncer le cas.
Cette disposition claire est largement ignorée par le corps médical.[réf. nécessaire]